# Горбата черепаха гарна
Горбата черепаха гарна (Graptemys pulchra) — вид черепах з роду Горбата черепаха родини Прісноводні черепахи. Інша назва «алабамська мапова черепаха».

## Опис
Загальна довжина карапаксу досягає 21—27 см. Спостерігається статевий диморфізм: самиці більші за самців. Голова великого розміру. Хребет піднято догори. Боки карапаксу досить плаский.
Голова та кінцівки мають темно—зелений та коричневий колір. На голові між очима є масивна оливкова пляма. «Горб» виразно темніше решти панцира. Черепашенята народжуються світло—зеленими, але з віком часто темніють.

## Спосіб життя
Полюбляє глибокі водойми з повільною течією та кам'янистим або піщаним дном. Харчується здебільшого рибою й ракоподібними, вживає також дрібних прісноводних молюсків, комах, рослини.
Самиця відкладає від 5 до 16 яєць у вологий пісок на березі. За температури 27—28 °C інкубаційний період триває 55—75 днів.

## Розповсюдження
Мешкає від нижньої течії р. Міссісіпі в Луїзіані на схід уздовж узбережжя Мексиканської затоки у системі річок Перт і Паскагула в штаті Міссісіпі, річок Мобіл-Алабама-Тобмігбі та Коніка в Алабамі й на південно—заході Флориди (США).